# Johannes Müller (Prähistoriker)

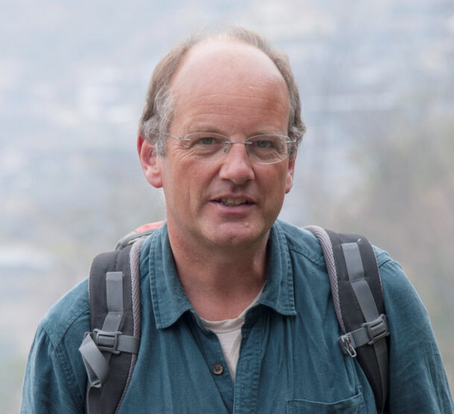
Johannes Müller auf einer ethnoarchäologischen Kampagne im Nagaland im Jahre 2018

Johannes Müller (* 29. November 1960 in Wolfhagen) ist ein deutscher Prähistorischer Archäologe.

## Wirken
Johannes Müller wurde 1986 an der Universität Freiburg i. Br. mit einem Thema zu nordschottischen Megalithanlagen magistriert, 1990 ebenfalls in Freiburg i. Br. promoviert mit einer Arbeit zur Neolithisierung des Adriaraumes. Für die herausragende Promotion erhielt er 1991/92 das Reisestipendium des Deutschen Archäologischen Instituts. Anschließend war er wissenschaftlicher Assistent an der Freien Universität Berlin, wo er 1998 mit einem Thema zum Neolithikum des Mittelelbe-Saale-Gebiets habilitiert wurde. 2000 bis 2004 war er Inhaber der Professur für ur- und frühgeschichtliche Archäologie an der Universität Bamberg. Seit 2004 ist er Inhaber des Lehrstuhls für Urgeschichte und Direktor des Instituts für Ur- und Frühgeschichte der Universität Kiel.
Müller war gewähltes Mitglied und Vorsitzender der Zentraldirektion des Deutschen Archäologischen Instituts und war gewähltes Mitglied der Römisch-Germanischen Kommission Frankfurt (2009–2019). 1996 bis 1997 war Johannes Müller Sprecher der „Arbeitsgemeinschaft Bronzezeit“ bei den Deutschen Altertumsverbänden, 2010–2021 Vorstandsmitglied der nordeuropäischen Graduiertenschule „Dialogues with the Past“. Von 2003 bis 2010 war er Mitglied im Fachkollegium 101 „Alte Kulturen“ der Deutschen Forschungsgemeinschaft. Er ist Mitglied des Wissenschaftlichen Beirates des AÖZA und des ZBSA (Zentrum für Baltische und Skandinavische Archäologie). Müller ist Vorsitzender des Wissenschaftlichen Beirates der Megalithic Routes. Müller war Sprecher der Exzellenzinitiative „Graduate School: Human Development in Landscapes“ (2007–2019) und auch des nachfolgenden Exzellenzclusters „ROOTS – Social, Environmental and Cultural Connectivity in Past Societies“ (seit 2019). Weiterhin war er Koordinator des DFG-Schwerpunktprogrammes SPP 1400 „Frühe Monumentalität und soziale Differenzierung“ (2009–2018), in dessen Rahmen u. a. Grabungen zur Großsteingräbern und trichterbecherzeitlichen Siedlungen in Norddeutschland durchgeführt werden. Derzeit ist er der Sprecher des von der DFG geförderten Sonderforschungsbereichs 1266 „TransformationsDimensionen: Mensch-Umwelt Wechselwirkungen in Prähistorischen und Archaischen Gesellschaften“ (2016–2024) sowie Direktor der Johanna-Mestorf Akademie Kiel (seit 2019), die u. a. Preise an Nachwuchswissenschaftler verteilt.
Müllers Hauptinteressen galten und gelten sozialarchäologischen Fragestellungen, der Landschaftsarchäologie, zeitlich vor allem dem Neolithikum und der Bronzezeit. Die Entstehung sozialer Unterschiede im Neolithikum und die Rekonstruktion von demographischen Entwicklungen bilden wesentliche Aspekte seiner Forschungen. Im Rahmen u. a. des Exzellenzclusters „ROOTS“ sowie des DFG-Sonderforschungsbereichs SFB 1266 werden Analysen und Ausgrabungen in verschiedenen Gebieten Europas durchgeführt. Ein wesentlicher räumlicher und zeitlicher Schwerpunkt seiner Forschungsarbeit betrifft das spätneolithische und chalkolithische Südosteuropa und den nordpontischen Raum. Er widmete sich dem Spätneolithikum in Zentral- und Ostbosnien. Dort führte er Ausgrabungen im zentralbosnischen Visoko-Becken, u. a. in Okolište und an der Drina durch. Müller ist als Projekt- und Ausgrabungsleiter aktiv an Feldforschungen und Ausgrabungen in der Ukraine, hier steht die Tripolje-Siedlung Maidanetske im Fokus der Untersuchungen; in Moldawien Ausgrabungen in Stolniceni. An der Unteren Donau ist er als Grabungsleiter beteiligt an den Grabungen in Sultana.
In Deutschland ist Müller als Projekt- und Grabungsleiter insbesondere an der Ausgrabung neolithischer Siedlungen und von Megalithgräbern beteiligt. Hier sind u. a. die Ausgrabungen im Rahmen des Schwerpunktprogramms SPP 1400 hervorzuheben (z. B. Wangels LA 69, Oldenburg-Dannau LA 77, Büdelsdorf LA 1, Albersdorf-Dieksknöll LA 68), aber auch die Ausgrabung von Megalithgräbern in der Altmark.
Zu weiteren wichtigen Ausgrabungen zählen das Erschließen der schnurkeramischen Siedlung (Wattendorf-Motzenstein) bei Bamberg und einer frühbronzezeitlichen befestigten Siedlung (Bruszczezwo) in der Woiwodschaft Großpolen.
Ethnoarchäologische Studie führte und führt Müller in Nordostindien, Indonesien und Südostäthopien durch.
Er genießt ein hohes internationales Ansehen, da er wiederholt große Forschungsprojekte initiiert oder maßgeblich mitentwickelt hat, wie dem Schwerpunktprogramm SPP 1400, der Exzellenzinitiative „Graduate School: Human Development in Landscapes“, dem Sonderforschungsbereich SFB 1266 und dem Exzellenzcluster ROOTS. Diese Projekte sind gemessen an der Interdisziplinarität, der Anzahl involvierter Universitäten und Forschungsinstitute verschiedener Länder und vor allem gemessen am Budget, das die Deutsche Forschungsgemeinschaft bereitgestellt hat, als außerordentlich im Fach zu bezeichnen.
Müller hat dutzende Abschlussarbeiten (Diplom, Magister, Bachelor, Master, Promotion, Habilitation) betreut und somit eine ganze Generation von Archäologen geprägt. Er hat etliche Fachartikel publiziert, ist (Mit-)Herausgeber zahlreicher Zeitschriften und Bände und hat einige populärwissenschaftliche Beiträge oder eigene Bücher verfasst. Für seine Verdienste zu internationalen Kollaborationen wurde er 2019 mit der Ehrenmedaille der Adam-Mickiewicz-Universität Poznań und dem Shanghai Archaeological ForumSAF Research Award ausgezeichnet und 2021 mit dem Schwedischen Riksbankens Jubileumsfond. 2023 wurde Müller nach 2020 erneut vom McDonald-Institut für Archäologische Forschung an der Universität Cambridge (UK) der Titel eines Assoziierten Forschers Ehrenhalber (Honorary Research Associate) für drei Jahre verliehen. Damit ist er der einzige Wissenschaftler einer deutschen Einrichtung, der diesen Titel führen darf.

## Publikationen (Auswahl)
- J. Müller, W. Kirleis, N. Taylor: Perspectives on Socio-environmental Transformations in Ancient Europe. Springer Nature, Cham 2024. (directory.doabooks.org)
- J. Müller: Separation, hybridisation, and networks. Globular Amphora sedentary pastoralists ca. 3200-2700 BCE. (= Scales of Transformations. Band 17). Sidestone Press, Leiden 2023, ISBN 978-94-6427-048-8. (sidestone.com)
- J. Müller (Hrsg.): Connectivity Matters! Social, Environmental and Cultural Connectivity in Past Societies. (= ROOTS studies. Band 2). Sidestone Press, Leiden 2022, ISBN 978-94-6427-027-3. (sidestone.com)
- J. Müller, A. Ricci: Past Societies. Human Development in Landscapes. Sidestone Press, Leiden 2020, ISBN 978-90-8890-924-5. (sidestone.com)
- J. Müller, M. Hinz, M. Wunderlich (Hrsg.): Megaliths – Societies – Landscapes. Early monumentality and social differentiation in Neolithic Europe. Verlag Rudolf Habelt, Bonn 2019, ISBN 978-3-7749-4213-4. (monument.ufg.uni-kiel.de)
- J. Müller, K. Rassmann, M. Videiko (Hrsg.): Trypillia Mega-Sites and european prehistory: 4100-3400 BCE. Routledge, London/New York, ISBN 978-0-367-88951-7. (routledge.com)
- mit Timo Seregély (Hrsg.): Endneolithische Siedlungsstrukturen in Oberfranken: Wattendorf-Motzenstein: eine schnurkeramische Siedlung in der nördlichen Frankenalb. Teil II, Bonn 2008, ISBN 978-3-7749-3553-2.
- Soziochronologische Studien zum Jung- und Spätneolithikum im Mittelelbe-Saale-Gebiet (4100 – 2700 v. Chr.). Eine sozialhistorische Interpretation prähistorischer Quellen. (Habilitationsschrift 1998) Rahden/Westf. 2001, ISBN 3-89646-503-1.
- mit Reinhard Bernbeck (Hrsg.): Prestige – Prestigegüter – Sozialstrukturen. Beispiele aus dem europäischen und vorderasiatischen Neolithikum (= Archäologische Berichte. Band 6). Holos, Bonn 1996, ISBN 3-86097-140-9. (Digitalisat).
- Großsteingräber, Grabenwerke, Langhügel: Frühe Monumentalbauten Mitteleuropas. Sonderheft Archäologie in Deutschland. WBG, Darmstadt 2017, ISBN 978-3-8062-3463-3.

Herausgeberschaften
- Journal of Neolithic Archaeology[12]
- Offa
- Early Monumentality and Social Differentiation[13]
- ROOTs Series
- Scales of Transformations[14]
- Okolište. Teil 1: Untersuchung einer spätneolithischen Siedlungskammer in Zentralbosnien. Bonn 2013, ISBN 978-3-7749-3839-7.
- Alter und Geschlecht in ur- und frühgeschichtlichen Gesellschaften: Tagung Bamberg 20.–21. Februar 2004. Bonn 2005, ISBN 3-7749-3364-2